# Order Zasługi Republiki Federalnej Niemiec
Order Zasługi Republiki Federalnej Niemiec (niem. Verdienstorden der Bundesrepublik Deutschland), potocznie zwany Związkowy Krzyż Zasługi (Bundesverdienstkreuz) – niemieckie odznaczenie państwowe za zasługi cywilne, jedyny order Republiki Federalnej Niemiec nadawany przez władze federalne.

## Historia
Order został ustanowiony 7 września 1951 przez pierwszego prezydenta Republiki Federalnej Niemiec Theodora Heussa jako nagroda dla mężczyzn i kobiet, obywateli niemieckich i cudzoziemców, którzy w czasie odbudowy Niemiec ze zniszczeń wojennych lub w późniejszych latach położyli wybitne zasługi w dziedzinach: politycznej, kulturalnej lub społeczno-gospodarczej. W pierwszych latach istnienia odznaczenia nadawano je m.in. za wysługę lat w sektorze państwowym lub prywatnym (na ogół za 50 lat pracy), co wykluczono w nowych statutach z roku 1966. Według nowych przepisów, obowiązujących do dzisiejszego dnia, wymaga się przy nadaniu poszczególnych stopni orderu obywatelom niemieckim wykazania się szczególnymi i, wraz z każdym dalszym stopniem, nowymi zasługami dla dobra społecznego. Za pierwszym razem nadaje się zawsze najniższy stopień orderu, medal lub Krzyż na Wstążce (kawalerski). Wyjątki czyni się tylko w przypadku cudzoziemców oraz obywateli niemieckich w starszym wieku, którzy nie otrzymali orderu w młodszych latach.
Prezydent Republiki Federalnej Niemiec – z racji pełnionego urzędu (ex officio) – jest Kawalerem Krzyża Wielkiego Klasy Specjalnej Orderu Zasługi.
Order jest administrowany przez kancelarię orderu, związaną z Urzędem Prezydenckim i nadawany przez prezydenta RFN po rozpatrzeniu przez kancelarię wniosków skierowanych do niej. Wnioski może formułować każdy, kierując je w przypadku miejsca zamieszkania w Niemczech do rządów poszczególnych landów, za granicą zaś – do niemieckiego MSZ.
W roku 2006 prezydent RFN Horst Köhler wprowadził nowy przepis, według którego 30% odznaczonych w każdym roku ma być płci żeńskiej.
Do roku 2005 order otrzymało ok. 210 000 osób. Masowo nadawany i produkowany w pozłacanym tombaku, ma bardzo nikłą wartość na rynku falerystycznym (insygnia Wielkiego Krzyża – ok. € 50,00).

## Podział orderu na klasy

### Nazwy międzynarodowe[2][3]
- Krzyż Wielki Klasy Specjalnej (Sonderstufe des Großkreuzes), nadawany tylko niektórym głowom państw – oznaka na wielkiej wstędze; gwiazda ośmiopromienna
- Krzyż Wielki (Großkreuz) – oznaka na wielkiej wstędze; gwiazda sześciopromienna
- Krzyż Wielki II Klasy (Großkreuz 2. Klasse) – oznaka na wielkiej wstędze; gwiazda czteropromienna (tzw. „wypukła”)
- Krzyż Wielkiego Oficera (Großoffizierkreuz) – oznaka na wstędze; gwiazda czteropromienna (tzw. „płaska”; na planie kwadratu)
- Krzyż Komandorski (Komturkreuz) – oznaka na wstędze
- Krzyż Oficerski (Offizierkreuz) – oznaka na agrafie
- Krzyż Kawalerski (Ritterkreuz) – oznaka na wstążce
- Medal Zasługi (Verdienstmedaille) – na wstążce

### Nazwy niemieckie[2][3]
- Krzyż Wielki Klasy Specjalnej (Sonderstufe des Großkreuzes)
- Krzyż Wielki (Großkreuz)
- Wielki Krzyż Zasługi z Gwiazdą i Wstęgą (Großes Verdienstkreuz mit Stern und Schulterband)
- Wielki Krzyż Zasługi z Gwiazdą (Großes Verdienstkreuz mit Stern)
- Wielki Krzyż Zasługi (Großes Verdienstkreuz)
- Krzyż Zasługi I Klasy (Verdienstkreuz I. Klasse)
- Krzyż Zasługi na Wstędze (Verdienstkreuz am Bande)
- Medal Zasługi (Verdienstmedaille)

Dodatkowo
- Krzyż Wielki Specjalnego Wykonania (Großkreuz in besonderer Ausführung), do tej pory otrzymali go tylko Konrad Adenauer, Helmut Kohl i Angela Merkel[6] – oznaka (z wieńcem laurowym) na wielkiej wstędze; gwiazda sześciopromienna
- Krzyż Zasługi na Wstędze za Jubileusz Pracy (Verdienstkreuz am Bande für Arbeitsjubilare), nadawany był w latach 1952–1966, złote okucie z liczbą 50 wprowadzono w 1957 – oznaka na wstążce z okuciem[1]

## Baretkiwstęg i wstążek orderu
Dla Niemców i obcokrajowców
| Krzyż Wielki Klasy Specjalnej Orderu Zasługi RFN | Krzyż Wielki Orderu Zasługi RFN         | Krzyż Wielki II Klasy Orderu Zasługi RFN                        | Krzyż Wielkiego Oficera Orderu Zasługi RFN               |
| Krzyż Wielki Klasy Specjalnej                    | Krzyż Wielki                            | Krzyż Wielki II Klasy (Wielki Krzyż Zasługi z Gwiazdą i Wstęgą) | Krzyż Wielkiego Oficera (Wielki Krzyż Zasługi z Gwiazdą) |
| Krzyż Komandorski Orderu Zasługi RFN             | Krzyż Oficerski Orderu Zasługi RFN      | Krzyż Kawalerski Orderu Zasługi RFN                             | Medal Zasługi Orderu Zasługi RFN                         |
| Krzyż Komandorski (Wielki Krzyż Zasługi)         | Krzyż Oficerski (Krzyż Zasługi I Klasy) | Krzyż Kawalerski (Krzyż Zasługi na Wstędze)                     | Medal Zasługi                                            |

Dla Niemców
| Krzyż Wielki Specjalnego Wykonania Orderu Zasługi RFN | Krzyż Zasługi na Wstędze za Jubileusz Pracy Orderu Zasługi RFN |
| Krzyż Wielki Specjalnego Wykonania                    | Krzyż Zasługi na Wstędze za Jubileusz Pracy                    |

## Wygląd insygniów orderu

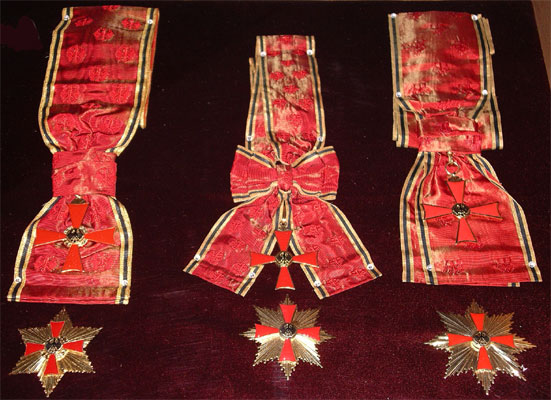
Krzyż Wielki Specjalnego Wykonania oraz wersja damska i męska Krzyża Wielkiego Klasy Specjalnej Orderu Zasługi RFN

Insygnia orderu to oznaka i gwiazdy. Oznaką jest obustronnie emaliowany na czerwono krzyż kawalerski o wąskich ramionach z herbem Niemiec w medalionie środkowym awersu. Oznaki poszczególnych klas różnią się tylko wielkością, jedynie Krzyż Wielki Specjalnego Wykonania ma dodatkowy element – wieniec laurowy otaczający medalion środkowy krzyża i gwiazdy, a Krzyż Oficerski jest nie emaliowany na rewersie, gdyż nosi się go na agrafie.
Gwiazda orderowa nosi na sobie awers oznaki i ma przy Krzyżu Wielkim Klasy Specjalnej osiem pęków złotych promieni; przy Krzyżu Wielkim Specjalnego Wykonania oraz Krzyżu Wielkim ma sześć pęków promieni; przy Wielkim Krzyżu II Klasy oraz Krzyżu Wielkiego Oficera ma cztery promienie, przy czym gwiazda tego drugiego ma kształt kwadratu obróconego o 45°.
Najniższy stopień odznaczenia to złocony Medal Zasługi. Na awersie ukazuje emaliowaną oznakę orderu spoczywającą na wieńcu laurowym, rewers nosi napis Für Verdienste um die Bundesrepublik Deutschland (Za Zasługi dla RFN) otoczony wieńcem laurowym. Insygnia dla kobiet są nieco mniejsze od zwykłych krzyży i noszone na damskiej kokardzie nad lewą piersią poniżej obojczyka.
Wstęga orderowa jest czerwona z obustronnymi złoto-czarno-złotymi bordiurami. Order nie ma łańcucha.

## Odznaczeni

### Niektórzy odznaczeni (znane osobistości)
- Krzyż Wielki Klasy Specjalnej (dla wybranych głów państw) – Soraya Esfandiary Bachtiari, Josip Broz Tito, Michaił Gorbaczow, Władimir Putin, Harald V, Juan Carlos I, Elżbieta II, Juliana (królowa Holandii), Beatrycze (królowa Holandii), Tarja Halonen, Karol III, Kamila (królowa Wielkiej Brytanii), Joe Biden
- Krzyż Wielki Specjalnego Wykonania – Konrad Adenauer[1], Helmut Kohl, Angela Merkel[6]
- Krzyż Wielki – Aleksander Kwaśniewski, Norbert Lammert, Yehudi Menuhin, Angela Merkel, Adam Michnik, Martin Niemöller, Edmund Stoiber, Franz Josef Strauss, Lech Wałęsa, Dominikus Böhm
- Krzyż Wielki II Klasy – Lennart Bernadotte, Reinhard Gehlen, Hans-Dietrich Genscher, Werner Heisenberg, Karl Lehmann, Kurt Masur, Joachim Meisner, Józef Oleksy, Svante Pääbo, Joseph Ratzinger, Janusz Reiter, Harald Ringstorff, Manfred Rommel, Fritz Stern, Friedrich Wetter

## „Hanzeatycka odmowa”
Hamburg, szczycąca się swymi tradycjami odwieczna republika miejska, ma niepisane prawo „Nie ma pana nad tobą i pod tobą sługi”. Prawdziwy hanzeata otrzymuje nagrodę poprzez świadomość, że wypełnił swą powinność i nie będzie się wywyższał odznaczeniami uzyskanymi u obcych. Hamburg i Brema, jako jedyne kraje związkowe, do dziś nie mają własnych odznaczeń za zasługi i prawdopodobnie nigdy ich nie ustanowią. Sześć bardzo wybitnych osób związanych z Hamburgiem, m.in. były kanclerz Helmut Schmidt i Marion Dönhoff, odmówiło w duchu tej tradycji przyjęcia Orderu Zasługi RFN.